# Ударно-обертальне буріння
Уда́рно-оберто́ве бурі́ння (рос. бурение ударновращательное, англ. percussive-rotary drilling; нім. Drehschlagbohren) — спосіб буріння, при якому руйнування породи здійснюється шляхом завдавання ударів по породоруйнівному інструменту, який безперервно обертається.
Застосовується при веденні гірничих робіт для буріння шпурів і свердловин глиб. 25—50 м, діаметром 40—850 мм і при пошуках, розвідці родовищ для буріння свердловин глиб. до 2000 м, діаметром 59-151 мм.